# FIBA Asia Champions Cup 2018
La FIBA Asia Champions Cup 2018 è stata la ventisettesima edizione della massima competizione continentale per club di basket dell'Asia organizzata dalla FIBA Asia, la FIBA Asia Champions Cup. Il torneo, a cui hanno preso parte 8 squadre provenienti da altrettante nazioni, si è svolto in Thailandia dal 27 settembre al 2 ottobre 2018, presso lo Stadium29 di Nonthaburi dove si sono giocate tutte le partite.

## Squadre qualificate
A partire da questa edizione, la FIBA ha introdotto sostanziali cambiamenti nel metodo di qualificazione delle 8 squadre che parteciparono al torneo principale.
Ci saranno diversi turni e tornei di qualificazione sparsi in tutto il continente asiatico,con ognuna delle sei sottozone della FIBA Asia che organizza le proprie qualificazioni.
Alcuni dei principali campionati professionistici asiatici, invece, avranno i loro rappresentanti nazionali, già qualificate come teste di serie nelle Final Eight. La Chinese Basketball Association, la Korean Basketball League della Corea del Sud, la B.League giapponese e la Philippine Basketball Association delle Filippine, hanno tutte un posto di qualificazione diretto attraverso il campionato nazionale.
| Squadra              | Metodo qualificazione                       |
| -------------------- | ------------------------------------------- |
| Liaoning F. Leopards | Vincitori della CBA 2017-2018               |
| Seoul Knights        | Vincitori della KBL 2017-2018               |
| Alvark Tokyo         | Vincitori della B.League 2017-2018          |
| Meralco Bolts        | Rappresentante della PBA                    |
| Pauian Archiland     | Torneo qualificazione interzona orientale   |
| Mono Vampire         | Torneo qualificazione interzona orientale   |
| P. Bandar Imam       | Torneo qualificazione interzona occidentale |
| Al-Riyadi Beirut     | Torneo qualificazione interzona occidentale |

## Fase a gironi
Il sorteggio dei gironi si è svolto il 14 settembre 2018, allo Stadium29 di Nonthaburi. Le otto squadre sono state divise in due gironi da quattro. I padroni di casa del Mono Vampire hanno scelto il proprio girone dopo che sono state sorteggiate tre squadre.
Tutte le partite sono state giocate secondo l'orario locale (UTC+7)

### Gruppo A
| Pos | Squadra              | G | V | P | PF  | PS  | DP   | Pt | Qualificazione           |
| --- | -------------------- | - | - | - | --- | --- | ---- | -- | ------------------------ |
| 1   | P. Bandar Imam       | 3 | 3 | 0 | 281 | 194 | +87  | 6  | Final Four               |
| 2   | Seoul Knights        | 3 | 2 | 1 | 259 | 210 | +49  | 5  | Final Four               |
| 3   | Pauian Archiland     | 3 | 1 | 2 | 251 | 247 | +4   | 4  | Piazzamento 5º- 8º posto |
| 4   | Liaoning F. Leopards | 3 | 0 | 3 | 182 | 322 | −140 | 3  | Piazzamento 5º- 8º posto |

### Gruppo B
| Pos | Squadra          | G | V | P | PF  | PS  | DP  | Pt | Qualificazione           |
| --- | ---------------- | - | - | - | --- | --- | --- | -- | ------------------------ |
| 1   | Alvark Tokyo     | 3 | 3 | 0 | 279 | 249 | +30 | 6  | Final Four               |
| 2   | Meralco Bolts    | 3 | 1 | 2 | 261 | 247 | +14 | 4  | Final Four               |
| 3   | Mono Vampire (H) | 3 | 1 | 2 | 300 | 306 | −6  | 4  | Piazzamento 5º- 8º posto |
| 4   | Al-Riyadi Beirut | 3 | 1 | 2 | 245 | 283 | −38 | 4  | Piazzamento 5º- 8º posto |

1. 1 2 3  Meralco 1–1, +25 PD; Mono 1–1, +2 PD; Al Riyadi 1–1, –27 PD

## Fase Finale

### Final Four
|  | Semifinali 1 Ottobre | Semifinali 1 Ottobre | Semifinali 1 Ottobre |              |                | Finale 2 Ottobre          | Finale 2 Ottobre          | Finale 2 Ottobre          |  |
|  |                      |                      |                      |              |                |                           |                           |                           |  |
|  | P. Bandar Imam       | P. Bandar Imam       | 79                   |              |                |                           |                           |                           |  |
|  | P. Bandar Imam       | P. Bandar Imam       | 79                   |              |                |                           |                           |                           |  |
|  | Meralco Bolts        | Meralco Bolts        | 74                   |              |                |                           |                           |                           |  |
|  | Meralco Bolts        | Meralco Bolts        | 74                   |              | P. Bandar Imam | P. Bandar Imam            | 68                        |                           |  |
|  |                      |                      |                      |              | P. Bandar Imam | P. Bandar Imam            | 68                        |                           |  |
|  |                      |                      | Alvark Tokyo         | Alvark Tokyo | 64             |                           |                           |                           |  |
|  | Alvark Tokyo         | Alvark Tokyo         | Alvark Tokyo         | Alvark Tokyo | 64             | 78                        |                           |                           |  |
|  | Alvark Tokyo         | Alvark Tokyo         |                      |              |                | 78                        |                           |                           |  |
|  | Seoul Knights        | Seoul Knights        | 54                   |              |                | Finale 3º posto 2 Ottobre | Finale 3º posto 2 Ottobre | Finale 3º posto 2 Ottobre |  |
|  | Seoul Knights        | Seoul Knights        | 54                   |              |                |                           |                           |                           |  |
|  |                      |                      |                      |              |                |                           |                           |                           |  |
|  |                      |                      |                      |              |                | Meralco Bolts             | Meralco Bolts             | 87                        |  |
|  |                      |                      |                      |              |                | Meralco Bolts             | Meralco Bolts             | 87                        |  |
|  |                      |                      |                      |              |                | Seoul Knights             | Seoul Knights             | 91                        |  |

### Tabellone 5º- 8º posto
|  | Semifinali 1 Ottobre | Semifinali 1 Ottobre | Semifinali 1 Ottobre |              |                  | Finale 5º posto 2 Ottobre | Finale 5º posto 2 Ottobre | Finale 5º posto 2 Ottobre |  |
|  |                      |                      |                      |              |                  |                           |                           |                           |  |
|  | Pauian Archiland     | Pauian Archiland     | 100                  |              |                  |                           |                           |                           |  |
|  | Pauian Archiland     | Pauian Archiland     | 100                  |              |                  |                           |                           |                           |  |
|  | Al-Riyadi Beirut     | Al-Riyadi Beirut     | 87                   |              |                  |                           |                           |                           |  |
|  | Al-Riyadi Beirut     | Al-Riyadi Beirut     | 87                   |              | Pauian Archiland | Pauian Archiland          | 96                        |                           |  |
|  |                      |                      |                      |              | Pauian Archiland | Pauian Archiland          | 96                        |                           |  |
|  |                      |                      | Mono Vampire         | Mono Vampire | 97               |                           |                           |                           |  |
|  | Mono Vampire         | Mono Vampire         | Mono Vampire         | Mono Vampire | 97               | 95                        |                           |                           |  |
|  | Mono Vampire         | Mono Vampire         |                      |              |                  | 95                        |                           |                           |  |
|  | Liaoning F. Leopards | Liaoning F. Leopards | 71                   |              |                  | Finale 7º posto 2 Ottobre | Finale 7º posto 2 Ottobre | Finale 7º posto 2 Ottobre |  |
|  | Liaoning F. Leopards | Liaoning F. Leopards | 71                   |              |                  |                           |                           |                           |  |
|  |                      |                      |                      |              |                  |                           |                           |                           |  |
|  |                      |                      |                      |              |                  | Al-Riyadi Beirut          | Al-Riyadi Beirut          | 102                       |  |
|  |                      |                      |                      |              |                  | Al-Riyadi Beirut          | Al-Riyadi Beirut          | 102                       |  |
|  |                      |                      |                      |              |                  | Liaoning F. Leopards      | Liaoning F. Leopards      | 75                        |  |

### Finale Terzo posto
| Arbitri: | Budi Marfan Preeda Muongmee Mohammadreza Salehian |

|          |          |             |
| Stone 32 | Punti    | 26 Summers  |
| Durham 5 | Assist   | 8 Choi W.H. |
| Stone 13 | Rimbalzi | 8 Kim M.S.  |

### Finale
| Arbitri: | Ricor Buaron Hwang In-tae Kim Jong-kuk |

|             |          |           |
| Mirzaei 28  | Punti    | 28 Tanaka |
| Yakhchali 4 | Assist   | 4 Baba    |
| Kazemi 14   | Rimbalzi | 9 Kirk    |

| FIBA Asia Champions Cup 2016 |
| ---------------------------- |
| P. Bandar Imam 1º Titolo     |

## Classifica finale
| Posizione | Squadra              | Record |
| --------- | -------------------- | ------ |
|           | P. Bandar Imam       | 5–0    |
|           | Alvark Tokyo         | 4–1    |
|           | Seoul Knights        | 3–2    |
| 4°        | Meralco Bolts        | 1–4    |
| 5°        | Mono Vampire         | 3–2    |
| 6°        | Pauian Archiland     | 2–3    |
| 7°        | Al-Riyadi Beirut     | 2–3    |
| 8°        | Liaoning F. Leopards | 0–5    |

## Premi

### Riconoscimenti individuali
| Riconoscimento                       | Giocatore          | Squadra      | Note        |
| ------------------------------------ | ------------------ | ------------ | ----------- |
| FIBA Asia Champions Cup MVP          | Daiki Tanaka       | Alvark Tokyo | [ 6 ] [ 7 ] |
| FIBA Asia Champions Cup Best Guard   | Daiki Tanaka       | Alvark Tokyo | [ 6 ]       |
| FIBA Asia Champions Cup Best Forward | Michael Singletary | Mono Vampire | [ 6 ]       |
| FIBA Asia Champions Cup Best Center  | Alex Kirk          | Alvark Tokyo | [ 6 ]       |

### Quintetti ideali
| All-FIBA Asia Champions Cup First Team | All-FIBA Asia Champions Cup First Team | All-FIBA Asia Champions Cup Second Team | All-FIBA Asia Champions Cup Second Team |
| -------------------------------------- | -------------------------------------- | --------------------------------------- | --------------------------------------- |
| Behnam Yakhchali                       | P. Bandar Imam                         | Marcus Keene                            | Mono Vampire                            |
| Daiki Tanaka                           | Alvark Tokyo                           | Mark Lyons                              | Al-Riyadi Beirut                        |
| DaJuan Summers                         | Seoul Knights                          | Amir Saoud                              | Al-Riyadi Beirut                        |
| Michael Singletary                     | Mono Vampire                           | Kihun Byun                              | Seoul Knights                           |
| Alex Kirk                              | Alvark Tokyo                           | Allen Durham                            | Meralco Bolts                           |